# Alsodes igneus
Az Alsodes igneus a kétéltűek (Amphibia) osztályának békák (Anura) rendjébe és az Alsodidae családba tartozó faj.

## Előfordulása
Az Alsodes igneus Chile endemikus faja, csak egyetlen területen, Malleco tartományban, az Andok nyugati lejtőin fekvő Tolhuaca Nemzeti Parkban honos. Nevében az „igneus” szót, melynek jelentése „tűzzel kapcsolatos”, azért kapta, hogy az szimbolizálja a populáció újjászületését az élőhelyén dúló tűzvész után.
A fajnak a Nothofagus erdők nyújtanak élőhelyet; kifejlett egyedeket figyeltek meg egy kis vízfolyás szélén, a vízben, a kövek között pedig ebihalakat. A hely tengerszint feletti magassága 920 m volt.

## Megjelenése
A hím egyedek mérete kb. 46 mm, a nőstényeké 59–67 mm. Orr-rész rövid, felülnézetben enyhén tompuló. A canthus rostralis alatt fekete sáv található, alapszíne khaki. Hátának felülete szemcsés. Lábujjai között nincs hártya. Az ebihalak mérete elérheti a 61 mm-t.